# Babicha
Babicha – wieś w Polsce położona w województwie podkarpackim, w powiecie mieleckim, w gminie Tuszów Narodowy, położona nad Kanałem Chorzelowskim.
| SIMC    | Nazwa    | Rodzaj    |
| ------- | -------- | --------- |
| 0664869 | Budy     | część wsi |
| 0664875 | Kolonia  | część wsi |
| 0664881 | Majdanek | część wsi |
| 0664898 | Zarzecze | część wsi |

Wieś leżąca w powiecie sandomierskim województwa sandomierskiego wchodziła w XVII wieku w skład kompleksu mieleckiego dóbr Zbigniewa Ossolińskiego.
Dobra tabularne Samuela Biegeleisena, położone w 1905 roku w powiecie mieleckim Królestwa Galicji i Lodomerii.
W latach 1975–1998 miejscowość administracyjnie należała do województwa rzeszowskiego.
Rzymskokatoliccy mieszkańcy wsi podlegają parafii w Borkach Nizińskich.